# Gouvernement Ufa

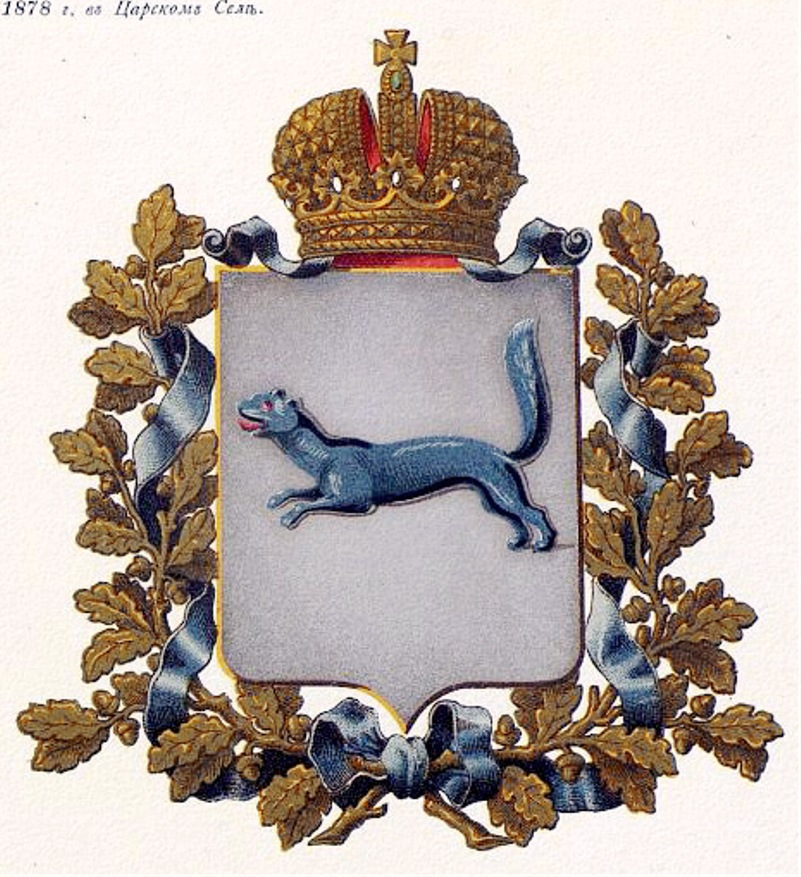
Wappen

Das Gouvernement Ufa (russisch Уфимская губерния/Ufimskaja gubernija) war eine Verwaltungseinheit im Russischen Reich am Südrand des Uralgebirges. Es ähnelt in Fläche und Lage dem modernen Baschkortostan. Begrenzt wurde es von folgenden Nachbargouvernements (von Norden im Uhrzeigersinn): Wjatka, Perm, Orenburg, Samara und Kasan.
Es hatte 122.018 km², Hauptstadt war Ufa.
Nachdem schon 1781–1796 eine Statthalterschaft in Ufa bestanden hatte, wurde das Gebiet 1865 aus dem Gouvernement Orenburg herausgelöst und bestand bis zur Gründung der Baschkirischen ASSR 1922.
Eingeteilt war es in die folgenden Ujesde (Kreise):

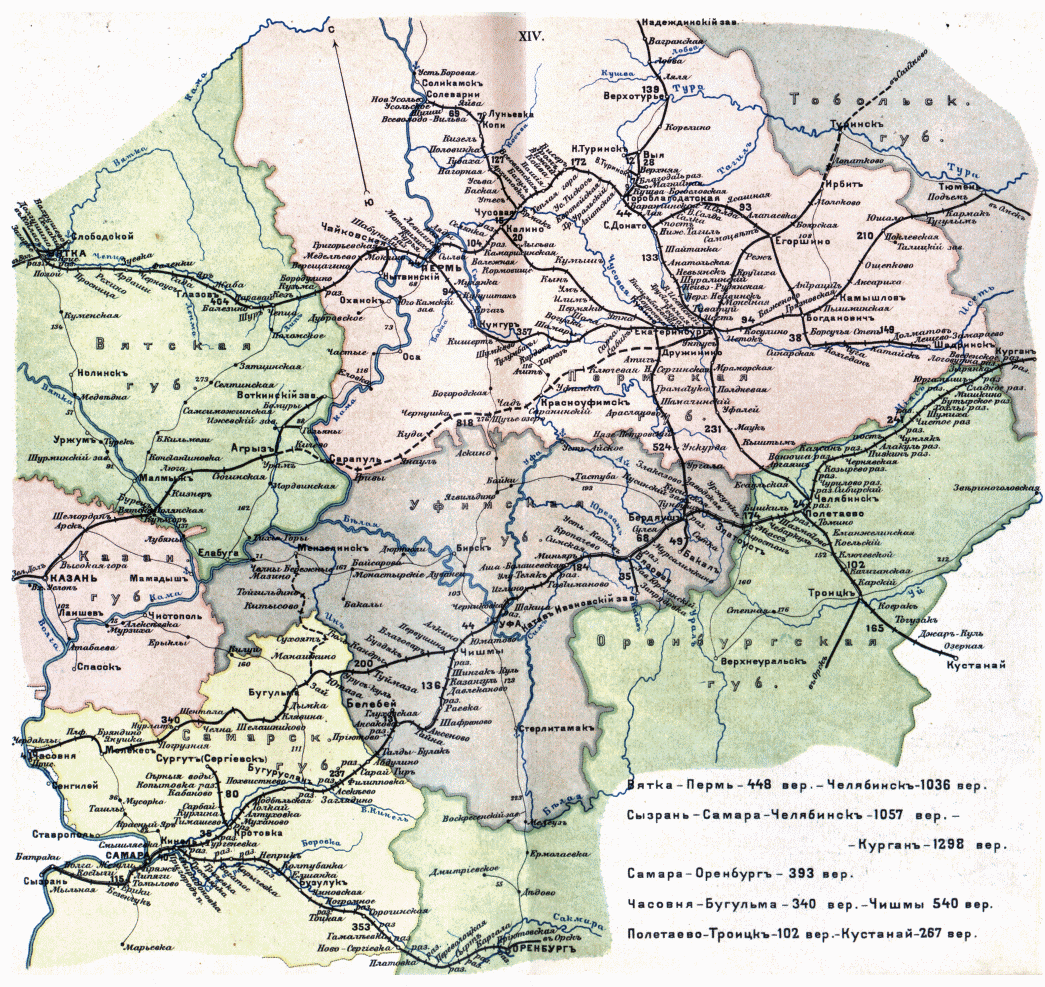
Lage des Gouvernements Ufa (grau)

- Belebei
- Birsk
- Menselinsk
- Slatoust
- Sterlitamak
- Lage des Gouvernements Ufa (grau)Ufa

## Statistik
Das Gouvernement hatte 1897 2.196.642 Einwohner.
Davon waren 834.135 Russen, 899.910 Baschkiren (dazu noch 39.955 Teptjaren), 184.817 Tataren, 80.608 Tscheremissen, 60.616 Tschuwaschen, 37.289 Mordwinen, 22.507 Wotjaken und 20.957 Meschtscherjaken.
Es gab unter der Bevölkerung eine knappe Mehrheit von Moslems, orthodoxe Christen machten ca. 43 % aus.
Die Ernte ergab 1905 in Tonnen: Roggen 693.392, Weizen 204.819, Dinkel 109.946, Hirse 85.739, Buchweizen 75.128, Erbsen 40.016, Hafer 484.259, Kartoffeln 176.939. An Vieh zählte man 1904: 700.000 Pferde, 820.000 Rinder, 1.508.000 Schafe, 200.000 Ziegen und 130.000 Schweine. Wichtige Erwerbszweige waren Fischerei und Jagd. Die Wälder lieferten außer dem Schiffsbauholz Bast, Pottasche, Pech, Teer und Kohlen. Der Bergbau lieferte vorzugsweise Eisenerze; 1902 wurde in den Hüttenwerken die 110,536 Tonnen Roheisen produziert. Der wichtigste Industriebetrieb war das Eisenwerk in Slatoust. Im Übrigen war die Industrie wenig entwickelt (1900: 152 gewerbliche Anstalten mit 14,691 Arbeitern und 7,3 Mill. Rubel Produktionswert) und beschränkte sich hauptsächlich auf Getreidemüllerei, Branntweinbrennerei und dergleichen. Der Handel vertrieb hauptsächlich Holzarbeiten, Tierfelle, Häute und Honig.